# Кокарык (Абайский сельский округ)
Кокарык (каз. Көкарық) — село в Рыскуловском районе Жамбылской области Казахстана. Входит в состав Абайского сельского округа. Находится примерно в 7 км к востоку от районного центра, села Кулан. Код КАТО — 315031500.

## Население
В 1999 году население села составляло 820 человек (403 мужчины и 417 женщин). По данным переписи 2009 года, в селе проживало 867 человек (444 мужчины и 423 женщины).